# Tomasz Tomaszewski (muzyk)
Tomasz Tomaszewski (ur. w Czechowicach-Dziedzicach) – polski skrzypek, pierwszy koncertmistrz Deutsche Oper Berlin, założyciel i dyrygent orkiestry Kammersolisten der Deutschen Oper Berlin, pedagog muzyczny.

## Życiorys
Edukację muzyczną rozpoczął w Państwowej Szkole Muzycznej I i II st. w Opolu. W 1969 ukończył ją z wyróżnieniem, w klasie Danuty Sujaty. Studiował w klasie prof. Tadeusza Wrońskiego i doc. Stanisława Kawalli na Akademii Muzycznej im. Fryderyka Chopina w Warszawie. Dyplom magisterski obronił w 1976 roku. W latach 1974–1979 brał także kursach muzycznych pracując z Olehem Krysą, B. Drużyninem, Wolfgangiem Marschnerem, J. Fournierem czy Henrykiem Szeryngiem. W 1979 roku, otrzymał stypendium Ministerstwa Kultury i Sztuki, i wyjechał na roczne studia podyplomowe do Leningradu, gdzie studiował w klasie skrzypiec prof. Borysa Gutnikowa, a także klasie kameralnej prof. Tamary Fidler. W latach 1980–1982 ponownie kształcił się pod kierunkiem prof. Marschnera we Freiburgu.
W 1970 jako student rozpoczął współpracę Orkiestrą Kameralnej „Con moto ma cantabile”, a następnie w latach 1971–1976 Orkiestrą Kameralną Filharmonii Narodowej, pod dyr. Karola Teutscha z którą występował – także jako solista – w wielu krajach Europy, w Stanach Zjednoczonych i Japonii. W latach 1975–1979 był członkiem, następnie zaś koncertmistrzem Polskiej Orkiestry Kameralnej pod dyr. Jerzego Maksymiuka. W latach 1974–1979 był drugim skrzypkiem Kwartetu Polskiego, który zdobył I nagrodę, biorąc udział w Konkursie w Belgradzie (1975) oraz III nagrodę na konkursie ARD w Monachium (1976).
Od 1980 mieszka w Niemczech. Od grudnia 1980 do czerwca 1981 był koncertmistrzem Orkiestry w Baden-Baden. W 1981 współpracował z Orkiestrą National Theater w Mannheim. Od sierpnia 1982 do 2017 zajmował stanowisko pierwszego koncertmistrza Orkiestry Deutsche Oper Berlin.
Ponadto w swojej długoletniej karierze współpracował z następującymi formacjami:
- „Philharmonische Streicher Solisten”
- „Arte Quartett Berlin”
- „D’al Solo Al Tutti”
- „Debussy Ensemble Berlin”
- „Stradivari Sexstett Habisreutinger”
- „European Fine Arts Trio”
- „Polish String Quartet Berlin”
- „Kammersolisten Der Deutschen Oper Berlin”
- „Salon Orchester Der Deutschen Oper Berlin”
- „Baltic Neopolis Orchestra”

Jako kameralista współpracował z następującymi pianistami:
- Bruno Canino
- Fabio Bidini
- François Kilian
- Jerzy Tosiek-Warszawiak
- Alicja Paleta-Bugaj
- Elena Nogaeva
- Alexander Malter
- Ewa Tomaszewska
- Maja Nosowska
- Elżbieta Neumann

Od października 1983 roku jest docentem Universität der Künste w Berlinie, gdzie objął klasę skrzypiec. W 2002 roku otrzymał tytuł profesora tej uczelni. Od 1984 roku uczy także w Julius Stern Institut przy UdK Berlin, który przeznaczony jest dla wybitnie uzdolnionych dzieci. Od 2010 prowadzi klasę tego samego typu w Bach-Gymnasium, które działa pod egidą Hans Eisler Hochschule für Musik. Jest także wykładowcą Akademii Sztuki w Szczecinie. W 2020 w Akademii Muzycznej im. Karola Lipińskiego we Wrocławiu otrzymał stopień doktora na podstawie pracy pt Wirtuozeria a przemiany języka muzycznego w literaturze skrzypcowej Krzysztofa Pendereckiego z perspektywy wykonawcy.
Jest inicjatorem i dyrektorem artystycznym, działającego od 2002 roku festiwalu Śląskie Lato Muzyczne; prezydentem powstałego w 2000 roku w Berlinie Internationale Beethoven Gesellschaft; założycielem i prezesem zarządu Europejskiego Forum Muzyki Polskiej w Berlinie; Dyrektorem i przewodniczącym jury podczas Międzynarodowego Konkursu Muzyki Kameralnej Ludwiga van Beethovena, który od 2015 odbywa się co dwa lata w Europejskim Centrum Muzyki Krzysztofa Pendereckiego w Lusławicach. A także inicjatorem, Dyrektorem Artystycznym i przewodniczącym jury Międzynarodowego Konkursu „Young Ludwig” w Berlinie.

## Nagrody, wyróżnienia i odznaczenia[3][4]
- Złoty Krzyż Zasługi z rąk prezydenta Rzeczypospolitej Polskiej za wybitne osiągnięcia artystyczne oraz rozpowszechnianie kultury polskiej za granicą (1998).
- Tytuł Kammervirtuose otrzymał od berlińskiego Kultur Senatora (1998)
- „Fryderyk” – po raz pierwszy za nagrania triów fortepianowych Chopina i Debussego wraz z European Fine Arts Trio (2001)
- Fryderyk za nagrania muzyki Pawła Łukaszewskiego i Mikołaja Góreckiego wraz z Baltic Neopolis Orchestra
- Nagroda „Preis Der Deutschen Schallplaten Kritik” za album Poland Abroad” w kategorii „Najlepsza produkcja roku 2019” w dziedzinie muzyki kameralnej (2019).
- Honorowy Obywatel miasta Opola i miasta Tortorici (Sycylia)